# The Ritz-Carlton Hotel Company

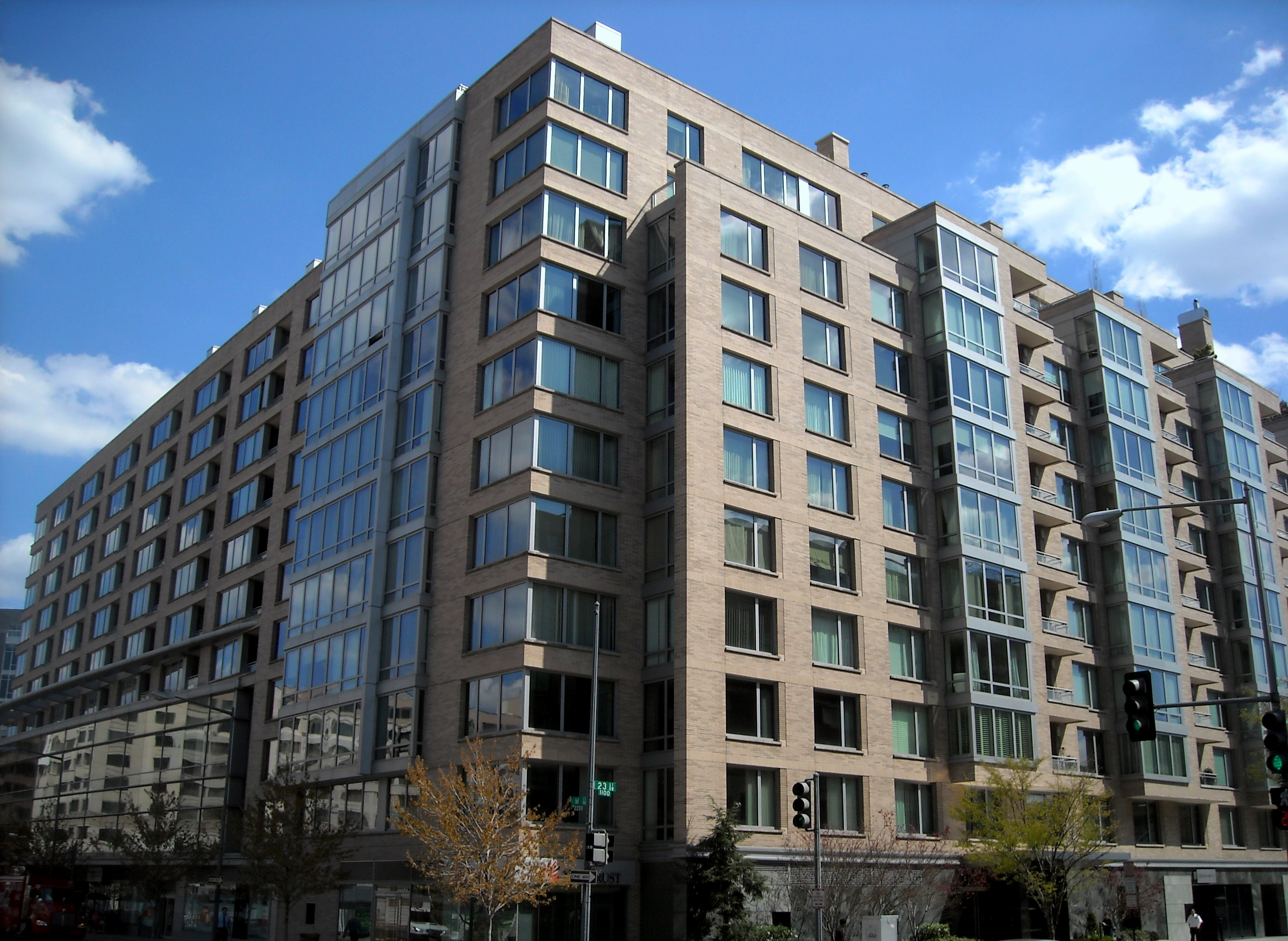
Il Ritz-Carlton a Washington, D.C., situato nella 22nd Street

The Ritz-Carlton Hotel Company, LLC è una multinazionale statunitense che opera nel campo degli hotel di lusso con la catena principale The Ritz-Carlton. Possiede 101 hotel e resort di lusso in 30 paesi con una offerta totale di 27 650 stanze.
L'azienda attuale fu fondata nel 1983, quando i precedenti proprietari vendettero il marchio Ritz-Carlton e il Ritz-Carlton hotel a Boston, Massachusetts. Il marchio si diffuse poi in altre città. L'azienda è una sussidiaria di Marriott International.